# Pagadungan
Pagadungan is een bestuurslaag in het regentschap Karawang van de provincie West-Java, Indonesië. Pagadungan telt 4642 inwoners (volkstelling 2010).